# Roti

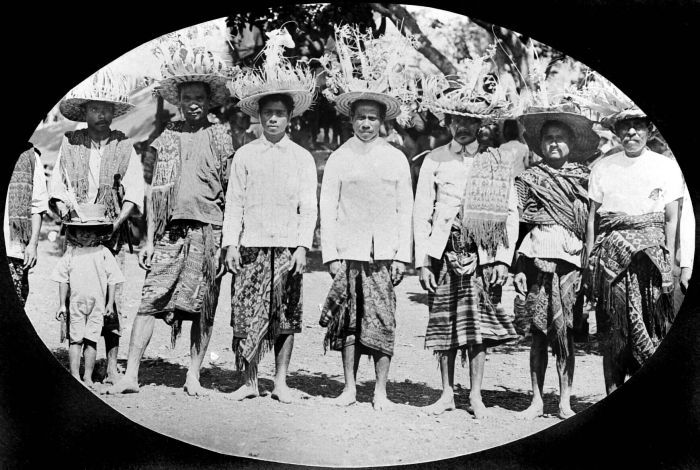
Domorodci z Roti, 19. století

Roti, též Rote (indonésky Pulau Rote),  je nejjižnější obydlený ostrov Indonésie (jižněji se nachází už jen malý ostrůvek Pamana). 
Ostrov leží jihozápadně od Timoru mezi Sawuským a Timorským mořem, je součástí provincie Východní Nusa Tenggara. Má rozlohu 1214 km² a žije na něm okolo sto dvaceti tisíc obyvatel. Největším městem je Ba’a na severozápadním pobřeží. Většina obyvatel se hlásí ke křesťanství. Hovoří vlastní řečí, která patří mezi malajsko-polynéské jazyky. Základem ekonomiky je rybolov a pěstování lontaru. Pro místní kulturu je charakteristický hudební nástroj sasando vyrobený z palmových listů. Endemitem ostrova je vzácná skrytohlavá želva dlouhokrčka McCordova.